# Шёстрём, Виктор
Виктор Давид Шёстрём (швед. Victor David Sjöström, 20 сентября 1879, Хёгеруд, коммуна Сильбудаль (ныне в коммуне Орьенг), лен Вермланд, Швеция — 3 января 1960, Стокгольм) — шведский режиссёр и актёр, основатель классической шведской школы кинематографа, позволившей шведской кинематографии занять одно из лидирующих положений в мире в 1910-x-1920-х годах. Применил ряд нововведений в кинопроизводстве. Одним из первых шведских кинематографистов начал осваивать звук. Известен также как исполнитель роли профессора Исака Борга в классической картине Ингмара Бергмана «Земляничная поляна» (1957).

## Биография
С 1896 года становится актёром стокгольмского театра Васа. В 1912 году Виктор Шёстрём вместе с Морицем Стиллером начинает карьеру в фирме «Свенска». В том же 1912 году он снимается как актёр в фильме «Вампир» и, как режиссёр, ставит свой первый фильм «Садовник», однако он был запрещен цензурой). В 1912 году Виктор Шёстрём снялся в фильме Морица Стиллера «Чёрная маска».

Шестром снимался в главной роли, фильм был сделан в духе времени. Шестром переходил улицу по проволоке на высоте пятиэтажного дома. Эта скорее сенсационная, чем художественная картина ознаменовала скромное вступление Швеции на международный кинорынок.— Туре Даглин о картине «Чёрная маска»
В последующие несколько лет снимал преимущественно мелодрамы, однако быстро выработал собственный стиль, и ряд созданных им фильмов выбивается из жанровых рамок. Шёстрём строит свои драмы «Ингеборг Хольм» (1913), «Забастовка» (1914), «Один из многих» (1914), «Терье Виген» (1916) на социальных конфликтах, использует сильные романтические характеры, а в работе над формой применяет новаторские методы монтажа. В этот период усилиями Шёстрёма складывается «классическая шведская школа кинематографа».
Свои достижения Шёстрём развивает в фильмах «Горный Эйвинд и его жена» (1918), «Девушка с торфяного болота» (1917), «Сыновья Ингмара» (1918), «Карин, дочь Ингмара» (1919). Значительным достижением кино является его картина «Возница» (или «Призрачная тележка», 1920). Во всех картинах этого периода снимается сам Шёстрём.
С 1923 по 1930 год Шёстрём работает в Голливуде, однако созданные там ленты не поднимаются до уровня его шведских фильмов.
В 1930 году возвращается в Швецию, снимает один из первых шведских звуковых фильмов «Маркуреллы из Вадчёпинга» по роману Яльмара Бергмана.
В 1937 году снимает последнюю режиссёрскую работу, фильм «Под красной мантией».
Творчество В. Шёстрёма оказало значительное влияние на последующие поколения шведских кинематографистов, в том числе И. Бергмана. Именно Шёстрёма Бергман пригласил на главную роль в одном из наиболее значимых своих фильмов «Земляничная поляна» (1957). Роль профессора Борга стала последней в жизни Шёстрёма.

## Избранная фильмография

### Режиссёр
- 1912 — Тайный брак / Ett hemligt giftermål
- 1912 — Садовник / Trädgårdsmästaren
- 1913 — Брачное бюро / Äktenskapsbyrån
- 1913 — Смех и слёзы / Löjen och tårar
- 1913 — Летний флирт леди Мэрион / Lady Marions sommarflirt
- 1913 — Голос крови / Blodets röst
- 1913 — Жизненные конфликты / Livets konflikter (совместно с М. Стиллером)
- 1913 — Ингеборг Хольм / Ingeborg Holm
- 1913 — Полукровка / Halvblod
- 1913 — Чудо / Miraklet
- 1914 — Любовь сильнее ненависти, или Тайна дочери леса / Kärlek starkare än hat eller skogsdotterns hemlighet
- 1914 — Пастор / Prästen
- 1914 — Не судите / Dömen icke
- 1914 — Забастовка / Strejken
- 1914 — Хорошая девушка следит за собой / Bra flicka reder sig själv
- 1914 — Дети улицы / Gatans barn
- 1914 — Дочь гор / Högfjällets dotter
- 1914 — Сердца, которые встречаются / Hjärtan som mötas
- 1915 — Один из многих / En av de många
- 1915 — Искупленная вина / Sonad skuld
- 1915 — Это было в мае / Det var i maj
- 1915 — Дочери губернатора / Landshövdingens döttrar
- 1915 — Сапожник, держись до последнего / Skomakare, bliv vid din läst
- 1915 — В час суда / I prövningens stund (к/м)
- 1915 — Деньги Иуды / Judaspengar
- 1916 — Корабли, которые встречаются / Skepp som mötas
- 1916 — Морские грифы / Havsgamar
- 1916 — Она торжествует / Hon segrade
- 1916 — Поцелуй смерти / Dödskyssen (к/м)
- 1916 — Тереза / Therèse
- 1917 — Терье Виген / Terje Vigen
- 1917 — Девушка с Болотного хутора / Tösen från Stormyrtorpet
- 1918 — Горный Эйвинд и его жена / Berg-Ejvind och hans hustru
- 1919 — Сыновья Ингмара / Ingmarssönerna
- 1919 — Завещание его превосходительства / Hans nåds testamente
- 1920 — Сандомирский монастырь / Klostret i Sendomir
- 1920 — Карин, дочь Ингмара / Karin Ingmarsdotter
- 1920 — Мастер / Mästerman
- 1921 — Возница / Körkarlen
- 1922 — Кто судит / Vem dömer
- 1922 — Окружённый дом / Det omringade huset
- 1923 — Пожар на борту / Eld ombord
- 1924 — Назови человека / Name the Man
- 1924 — Тот, кто получает пощёчины / He Who Gets Slapped
- 1925 — Признания королевы / Confessions of a Queen
- 1925 — Башня лжи / The Tower of Lies
- 1926 — Алая буква / The Scarlet Letter
- 1928 — Божественная женщина / The Divine Woman
- 1928 — Маски дьявола / The Masks of the Devil
- 1928 — Ветер / The Wind
- 1930 — Дама для любви / A Lady to Love
- 1930 — Желание каждой женщины / Die Sehnsucht jeder Frau
- 1930 — Отцы и сыновья / Väter und Söhne
- 1931 — Маркуреллы из Вадчёпинга / Markurells i Wadköping
- 1937 — Под красной мантией / Under the Red Robe

### Актёр
- 1912 — Садовник / Trädgårdsmästaren — Садовник
- 1913 — Голос крови / Blodets röst — Даниэль Баркнер
- 1913 — Жизненные конфликты / Livets konflikter — Отто Бернер
- 1914 — Забастовка / Strejken — Карл Бернсон / Густав Бернсон
- 1914 — Дочь гор / Högfjällets dotter — доктор Карл Вернер
- 1915 — В час суда / I prövningens stund — Свен Нильсон
- 1916 — Она торжествует / Hon segrade — Артур Борн
- 1916 — Поцелуй смерти / Dödskyssen — старший инженер Вейлер / инженер Лебель
- 1917 — Терье Виген / Terje Vigen — Терье Виген
- 1918 — Горный Эйвинд и его жена / Berg-Ejvind och hans hustru — Эйвинд
- 1919 — Сыновья Ингмара / Ingmarssönerna — Лиль Ингмар Ингмарсон
- 1920 — Карин, дочь Ингмара / Karin Ingmarsdotter — Ингмар
- 1920 — Мастер / Mästerman — Саммель Энеман
- 1921 — Возница / Körkarlen — Давид Хольм
- 1922 — Окружённый дом / Det omringade huset — капитан Дэвис
- 1923 — Пожар на борту / Eld ombord — Дик
- 1931 — Маркуреллы из Вадчёпинга / Markurells i Wadköping — Хильдинг Харальд Маркурелл
- 1950 — К радости / Till glädje — профессор Сёндербю
- 1957 — Земляничная поляна / Smultronstället — профессор Исак Борг